# 東細谷町
東細谷町（ひがしほそやちょう）は、愛知県豊橋市の地名。

## 地理
豊橋市南東部に位置する。東は静岡県湖西市、西は細谷町、南は遠州灘に接する。

### 河川
- 豊川用水東部幹線水路[1]

### 字一覧
- 旭島（あさひじま）[WEB 5]
- 一里山（いちりやま）[WEB 5]
- 牛田（うしだ）[WEB 5]
- 大寒（おおさむ）[WEB 5]
- 奥田（おくだ）[WEB 5]
- 篭田東（かごたひがし）[WEB 5]
- 小寒（こさむ）[WEB 5]
- 境川（さかいがわ）[WEB 5]
- 坂ノ上（さかのうえ）[WEB 5]
- 寒（さむさ）[WEB 5]
- 新中田（しんなかた）[WEB 5]
- 十ケ谷（じゅうがや）[WEB 5]
- 西篭田（にしかごた）[WEB 5]
- 西島（にしじま）[WEB 5]
- 西畑（にしばた）[WEB 5]
- 根木谷（ねぎや）[WEB 5]
- 橋北（はしきた）[WEB 5]
- 橋下（はしした）[WEB 5]
- 東篭田（ひがしかごた）[WEB 5]
- 東中田（ひがしなかだ）[WEB 5]
- 東畑（ひがしばた）[WEB 5]
- 深田（ふかだ）[WEB 5]
- 本畑（ほんばた）[WEB 5]
- 宮下（みやした）[WEB 5]

## 歴史

### 人口の変遷
国勢調査による人口および世帯数の推移。
| 1995年（平成7年）  | 242世帯 1010人 |  |
| 2000年（平成12年） | 264世帯 1038人 |  |
| 2005年（平成17年） | 277世帯 1042人 |  |
| 2010年（平成22年） | 280世帯 995人  |  |
| 2015年（平成27年） | 272世帯 903人  |  |

### 沿革
- 戦国時代 - 三河国渥美郡に下細谷の地名が記録に残る[2]。
- 江戸時代 - 三河国渥美郡下細谷村として所在[2]。当初は幕府領、天和元年には鳥羽藩領、享保10年に幕府領に復する[2]。
- 1878年（明治11年） - 渥美郡五並村の一部となる[2]。
- 1884年（明治17年） - 渥美郡五並村から同郡下細谷村が独立する[2]。
- 1889年（明治22年） - 渥美郡細谷村大字下細谷となる[2]。
- 1906年（明治39年） - 渥美郡二川町大字下細谷となる[2]。
- 1955年（昭和30年） - 渥美郡二川町大字下細谷が豊橋市東細谷町となる[2][3]。

## 交通
- 国道1号[1]
- 愛知県道中原東細谷線[1]
- 愛知県道伊良湖岬白須賀線[1]
- 旧東海道一里塚（豊橋市史跡）[1]

## 施設
- 東細谷駐在所[1]
- 曹洞宗医王寺[1]
- 臨済宗妙心寺派真月寺[1]
- 八幡社[1]
- 報徳二宮神社[1]
- 八柱神社[1]

### WEB
1. ↑  “愛知県豊橋市の町丁・字一覧”.   人口統計ラボ. 2023年4月13日閲覧。
2. ↑  総務省統計局 (2017年1月27日). “平成27年国勢調査の調査結果(e-Stat) - 男女別人口及び世帯数 －町丁・字等” (CSV). 2021年7月21日閲覧。
3. ↑  “愛知県豊橋市の郵便番号一覧”.   日本郵便. 2023年4月13日閲覧。
4. ↑  “市外局番の一覧” (PDF).   総務省 (2022年3月1日). 2022年3月22日閲覧。
5. 1 2 3 4 5 6 7 8 9 10 11 12 13 14 15 16 17 18 19 20 21 22 23 24  “愛知県豊橋市 住所一覧から地図を検索”.   ONE COMPATH. 2023年8月17日閲覧。
6. ↑  総務省統計局 (2014年3月28日). “平成7年国勢調査の調査結果(e-Stat) - 男女別人口及び世帯数 －町丁・字等” (CSV). 2021年7月20日閲覧。
7. ↑  総務省統計局 (2014年5月30日). “平成12年国勢調査の調査結果(e-Stat) - 男女別人口及び世帯数 －町丁・字等” (CSV). 2021年7月20日閲覧。
8. ↑  総務省統計局 (2014年6月27日). “平成17年国勢調査の調査結果(e-Stat) - 男女別人口及び世帯数 －町丁・字等” (CSV). 2021年7月21日閲覧。
9. ↑  総務省統計局 (2012年1月20日). “平成22年国勢調査の調査結果(e-Stat) - 男女別人口及び世帯数 －町丁・字等” (CSV). 2021年7月21日閲覧。
10. ↑  総務省統計局 (2017年1月27日). “平成27年国勢調査の調査結果(e-Stat) - 男女別人口及び世帯数 －町丁・字等” (CSV). 2021年7月21日閲覧。

### 書籍
1. 1 2 3 4 5 6 7 8 9 10 11 12 13  「角川日本地名大辞典」編纂委員会 1989, p. 1794.
2. 1 2 3 4 5 6 7 8  「角川日本地名大辞典」編纂委員会 1989, p. 675.
3. ↑  「角川日本地名大辞典」編纂委員会 1989, p. 1120.